# Pleikongi
Pleikongi är en ö i Finland. Den ligger i Skärgårdshavet och i kommunerna Nystad och Gustavs i landskapet Egentliga Finland, i den sydvästra delen av landet. Ön ligger omkring 65 kilometer väster om Åbo och omkring 220 kilometer väster om Helsingfors.
Öns area är 4,2 hektar och dess största längd är 350 meter i nord-sydlig riktning.